# Alessandro Talotti
Alessandro Talotti (Údine, 7 de octubre de 1980-16 de mayo de 2021) fue un atleta italiano. Contaba con un récord de 2,30 m en exterior y 2,32 m en interior.

## Biografía
Talotti terminó cuarto en el Campeonato de Europa de Atletismo de 2002 y duodécimo en los Juegos Olímpicos de 2004. También compitió en los Campeonatos del Mundo de 2003, los Campeonatos de Europa en pista cubierta de 2005 y los Juegos Olímpicos de 2008 sin llegar a la final. Talotti fue el campeón italiano de salto de altura en 2000 y 2004, superando a Giulio Ciotti, Nicola Ciotti y Andrea Bettinelli en esas campañas.
Su mejor salto personal fue de 2,30 metros, logrado en junio de 2003 en Florencia, y que luego igualó tres veces. En enero de 2005, Talotti saltó 2,32 metros en la pista cubierta de Glasgow. Talotti murió de cáncer de estómago el 16 de mayo de 2021, a la edad de 40 años.